# Gymnastik under sommer-OL 1912
Fire gymnastik-discipliner blev afholdt ved Sommer-OL 1912 i Stockholm, Sverige. Konkurrencerne blev afhold fra 6. juli til 15. juli 1912. Alle konkurrence fandt sted i Olympiastadion.

## Medaljevinderne
| Event                        | Guld | Sølv | Bronze |
| ---------------------------- | --- | --- | --- |
| Mænd, all-around, individuel | Alberto Braglia (ITA) | Louis Ségura (FRA) | Adolfo Tunesi (ITA) |
| Mænd, all-around, hold       | Italien · Pietro Bianchi · Guido Boni · Alberto Braglia · Giuseppe Domenichelli · Carlo Fregosi · Alfredo Gollini · Francesco Loi · Luigi Maiocco · Giovanni Mangiante · Lorenzo Mangiante · Serafino Mazzarochi · Guido Romano · Paolo Salvi · Luciano Savorini · Adolfo Tunesi · Giorgio Zampori · Umberto Zanolini · Angelo Zorzi | Ungarn · József Bittenbinder · Imre Erdődy · Samu Fóti · Imre Gellért · Győző Haberfeld · Ottó Hellmich · István Herczeg · József Keresztessy · Lajos Kmetykó · János Krizmanich · Elemér Pászti · Árpád Pédery · Jenõ Rittich · Ferenc Szüts · Ödön Téry · Géza Tuli | Storbritannien · Albert Betts · William Cowhig · Sidney Cross · Harry Dickason · Herbert Drury · Bernard Franklin · Leonard Hanson · Samuel Hodgetts · Charles Luck · William MacKune · Ronald McLean · Alfred Messenger · Henry Oberholzer · Edward Pepper · Edward Potts · Reginald Potts · George Ross · Charles Simmons · Arthur Southern · William Titt · Charles Vigurs · Samuel Walker · John Whitaker |
| Mænd, hold, frit system      | Norge · Isak Abrahamsen · Hans Beyer · Hartmann Bjørnsen · Alfred Engelsen · Bjarne Johnsen · Sigurd Jørgensen · Knud Leonard Knudsen · Alf Lie · Rolf Lie · Tor Lund · Petter Martinsen · Per Mathiesen · Jacob Opdahl · Nils Opdahl · Bjarne Pettersen · Frithjof Sælen · Øistein Schirmer · Georg Selenius · Sigvard Sivertsen · Robert Sjursen · Einar Strøm · Gabriel Thorstensen · Thomas Thorstensen · Nils Voss                       | Finland · Kaarlo Ekholm · Eino Forsström · Eero Hyvärinen · Mikko Hyvärinen · Tauno Ilmoniemi · Ilmari Keinänen · Jalmari Kivenheimo · Karl Lund · Aarne Pelkonen · Ilmari Pernaja · Arvid Rydman · Eino Saastamoinen · Aarne Salovaara · Heikki Sammallahti · Hannes Sirola · Klaus Suomela · Lauri Tanner · Väinö Tiiri · Kaarlo Vähämäki · Kaarlo Vasama | Danmark · Axel Andersen · Hjalmart Andersen · Halvor Birch · Wilhelm Grimmelmann · Arvor Hansen · Christian Hansen · Marius Hansen · Charles Jensen · Hjalmar Peter Johansen · Poul Preben Jørgensen · Carl Krebs · Vigo Madsen · Lukas Nielsen · Rikard Nordstrøm · Steen Olsen · Oluf Olsson · Carl Pedersen · Oluf Pedersen · Niels Petersen · Christian Svendsen                                          |
| Mænd, hold, svensk system    | Sverige · Per Bertilsson · Carl-Ehrenfried Carlberg · Nils Granfelt · Curt Hartzell · Oswald Holmberg · Anders Hylander · Axel Janse · Boo Kullberg · Sven Landberg · Per Nilsson · Benkt Norelius · Axel Norling · Daniel Norling · Sven Rosén · Nils Silfverskiöld · Carl Silfverstrand · John Sörenson · Yngve Stiernspetz · Carl-Erik Svensson · Karl Johan Svensson · Knut Torell · Edward Wennerholm · Claës-Axel Wersäll · David Wiman | Danmark · Peder Villemoes Andersen · Valdemar Bøggild · Søren Peter Christensen · Ingvald Eriksen · George Falcke · Torkild Garp · Hans Trier Hansen · Johannes Hansen · Rasmus Hansen · Jens Kristian Jensen · Søren Alfred Jensen · Karl Kirk · Jens Kirkegaard · Olaf Kjems · Carl Larsen · Jens Peter Laursen · Marius Lefèvre · Povl Mark · Einar Olsen · Hans Pedersen · Hans Eiler Pedersen · Olaf Pedersen · Peder Larsen Pedersen · Aksel Sørensen · Martin Thau · Søren Thorborg · Kristen Vadgaard · Johannes Vinther | Norge · Arthur Amundsen · Jørgen Andersen · Trygve Bøyesen · Georg Brustad · Conrad Christensen · Oscar Engelstad · Marius Eriksen · Axel Henry Hansen · Petter Hol · Eugen Ingebretsen · Olaf Ingebretsen · Olof Jacobsen · Erling Jensen · Thor Jensen · Frithjof Olsen · Oscar Olstad · Edvin Paulsen · Carl Alfred Pedersen · Paul Pedersen · Rolf Robach · Sigurd Smebye · Torleif Torkildsen            |

## Deltagende nationer
I alt deltog 249 gymnaster fra 12 nationer ved gymnastikdisciplinerne i Stockhold:
- Bøhmen: 1
- Danmark: 49
- Finland: 24
- Frankrig: 6
- Storbritannien: 23
- Tyskland: 18
- Ungarn: 17
- Italien: 18
- Luxembourg: 19
- Norge: 46
- Rusland: 4
- Sverige: 24

## Medaljeoversigt
| Nr. | Land           | Guld | Sølv | Bronze | Totalt |
| 1   | Italien        | 2    | 0    | 1      | 3      |
| 2   | Norge          | 1    | 0    | 1      | 2      |
| 3   | Sverige        | 1    | 0    | 0      | 1      |
| 4   | Danmark        | 0    | 1    | 1      | 2      |
| 5   | Finland        | 0    | 1    | 0      | 1      |
| 5   | Frankrig       | 0    | 1    | 0      | 1      |
| 5   | Ungarn         | 0    | 1    | 0      | 1      |
| 8   | Storbritannien | 0    | 0    | 1      | 1      |